# Tmesipteris elongata
Tmesipteris elongata is een varen uit de familie Psilotaceae die endemisch is in Nieuw-Zeeland.
Het is een zeer primitieve varen zonder echte wortels die als epifyt op boomvarens groeit.

## Naamgeving enetymologie
De botanische naam Tmesipteris is een samenstelling van Oudgrieks τμῆσις, tmēsis (snede) en πτερίς, pteris (varen). De soortaanduiding elongata is afkomstig van het Latijnse elongatus (verlengd), naar de smallere en in verhouding langere blaadjes van deze soort tegenover andere Tmesipters-soorten.

## Kenmerken
De sporendragende plant of sporofyt van Tmesipteris elongata is een kleine epifytische plant, met tot 12 cm lange, afhangende onvertakte stengels en daarop spiraalsgewijs ingeplante schubachtige blaadjes of enaties, 1-4 cm lang.
De sporendoosjes of sporangia bevinden zich tussen de bladen op korte vertakkingen en zijn tweelobbig, met afgeronde top.

## Habitaten verspreiding
Tmesipteris elongata is een epifytische plant die vooral op boomvarens van de geslachten Dicksonia en Cyathea groeit. Hij is endemisch in Nieuw-Zeeland, waar hij voorkomt in kustwouden, laagland- en montane bosen op alle eilanden.
Geslacht: Psilotum

Soorten: P. complanatum · P. nudum · P. ×intermedium

Geslacht: Tmesipteris

Soorten: T. elongata · T. lanceolata · T. norfolkensis · T. obliqua · T. oblongifolia · T. ovata · T. parva · T. sigmatifolia · T. solomonensis · T. tannensis · T. truncata · T. vanuatensis · T. vieillardii